# Lupii albi
Lupii albi  (titlul original: în germană Weiße Wölfe) este un film dramatic est-german, realizat în 1969 de regizorul Konrad Petzold și Boško Bošković, despre perioada de după ultimele războaie indiene. Este o continuare a filmului Pe urmele șoimului din 1968, protagoniști fiind actorii Gojko Mitić, Horst Schulze, Barbara Brylska și Holger Mahlich.

## Distribuție
- Gojko Mitić – Weitspähender Falke (Șoimul-cu-privire-ageră)
- Horst Schulze – Collins P. Harrington
- Barbara Brylska – Catherine Patterson
- Holger Mahlich – Pat Patterson
- Slobodan Dimitrijević – Listiger Fuchs (Vulpea Vicleană)
- Slobodan Velimirović – Starke Linkshand (Puternicul Stângaci)
- Helmut Schreiber – Samuel Blake
- Fred Delmare – Peter Hille
- Fred Ludwig – John Emerson
- Rolf Hoppe – James Bashan
- Karl Zugowski – Andy Sleek
- Mavid Popović – Little Wolf (Micul Lup)
- Gerry Wolff – Josuah McGrave
- Paul Berndt – Bill Myers
- Horst Preusker – căptanul Wessels
- Bruno Carstens – Roy
- Hannes Fischer – Bryde
- Lali Meschi – Blauhaar (Păr-albastru)
- Duduhana Țerodze – mama sa
- Jochen Thomas – Stumpfmesser (indianul Cuțit-tocit)
- Milan Jablonský – Jim
- Willi Neuenhahn – purtătorul de cuvânt al muncitorilor
- Klaus-Peter Thiele – locotenentul scund
- Michael Gwisdek – bărbatul din tabără
- Gert Hänsch – un bandit
- Gerd Staiger – un bandit
- Albert Zahn – mecanicul de locomotivă
- Djordje Popović – tânărul indian Dakota
- Milane Allac – adjunctul căpeteniei
- Bogic Boskovic – un indian
- Rolf Ripperger – căpitanul
- Horst Schön – naratorul (voce)

## Fundal istoric
Filmul descrie situația din SUA după 1879. Caracteristicile acestei perioade sunt luptele pentru putere între noile companii înființate. Există dovezi istorice că indienii Cheyenne au evadat din rezervația lor.

## Trivia
Filmările au avut loc în Tatra Înaltă, în Alpii Dinarici, într-o carieră de calcar lângă Halle și lângă Langerwisch.